# Шерша
Шерша — река в России, протекает в Вачском районе Нижегородской области. Устье реки находится в 18 км по правому берегу реки Большая Кутра. Длина реки составляет 13 км.
Река начинается из небольшого пруда на западной окраине села Яковцево. Течёт на юго-запад, протекает деревни Бежаново, Овечкино, Пальцино и Ташлыково. Впадает в Большую Кутру ниже деревни Кошелёво.

## Данные водного реестра
По данным государственного водного реестра России относится к Окскому бассейновому округу, водохозяйственный участок реки — Ока от города Муром до города Горбатов, без рек Клязьма и Тёша, речной подбассейн реки — бассейны притоков Оки от Мокши до впадения в Волгу. Речной бассейн реки — Ока.
По данным геоинформационной системы водохозяйственного районирования территории РФ, подготовленной Федеральным агентством водных ресурсов:
- Код водного объекта в государственном водном реестре — 09010301212110000031049
- Код по гидрологической изученности (ГИ) — 110003104
- Код бассейна — 09.01.03.012
- Номер тома по ГИ — 10
- Выпуск по ГИ — 0